# 190710 Marktapley
190710 Marktapley este o planetă minoră (asteroid) din centura de asteroizi. A fost descoperită pe 26 martie 2001 la Observatorul Național Kitt Peak de Marc Buie⁠(d). 
Obiectul prezintă o orbită caracterizată de o semiaxă mare de 3,0369311071035 UAi, o excentricitate de 0,088024688971689, o înclinație de 9,0038994101013 ° în raport cu ecliptica.